# Ihor Łewycki
Ihor Wiktorowycz Łewycki, ukr. Ігор Вікторович Левицький, ros. Игорь Викторович Левицкий, Igor Wiktorowicz Lewicki (ur. 15 października 1962, Ukraińska SRR) – ukraiński trener piłkarski.

## Kariera trenerska
W 1995 rozpoczął pracę szkoleniowca. Do lata 1997 prowadził Keramik Baranówka. W sezonie 1997/98 stał na czele zespołu Sławutycz CzAES. Od lipca 2000 do kwietnia 2001 trenował Sokił Lwów. W czerwcu i lipcu 2001 z przerwą pełnił obowiązki głównego trenera klubu Frunzeneć-Liha-99 Sumy. Od 16 marca 2016 do 24 sierpnia 2017 prowadził Polissia Żytomierz.